# Strączyniec oskrzydlony
Strączyniec oskrzydlony (Senna alata) – gatunek rośliny z rodziny bobowatych (Fabaceae) z podrodziny brezylkowych (Caesalpinioideae). Pochodzi z północnych i zachodnich regionów Ameryki Południowej, naturalizował się w wielu regionach świata o tropikalnym klimacie.

## Morfologia

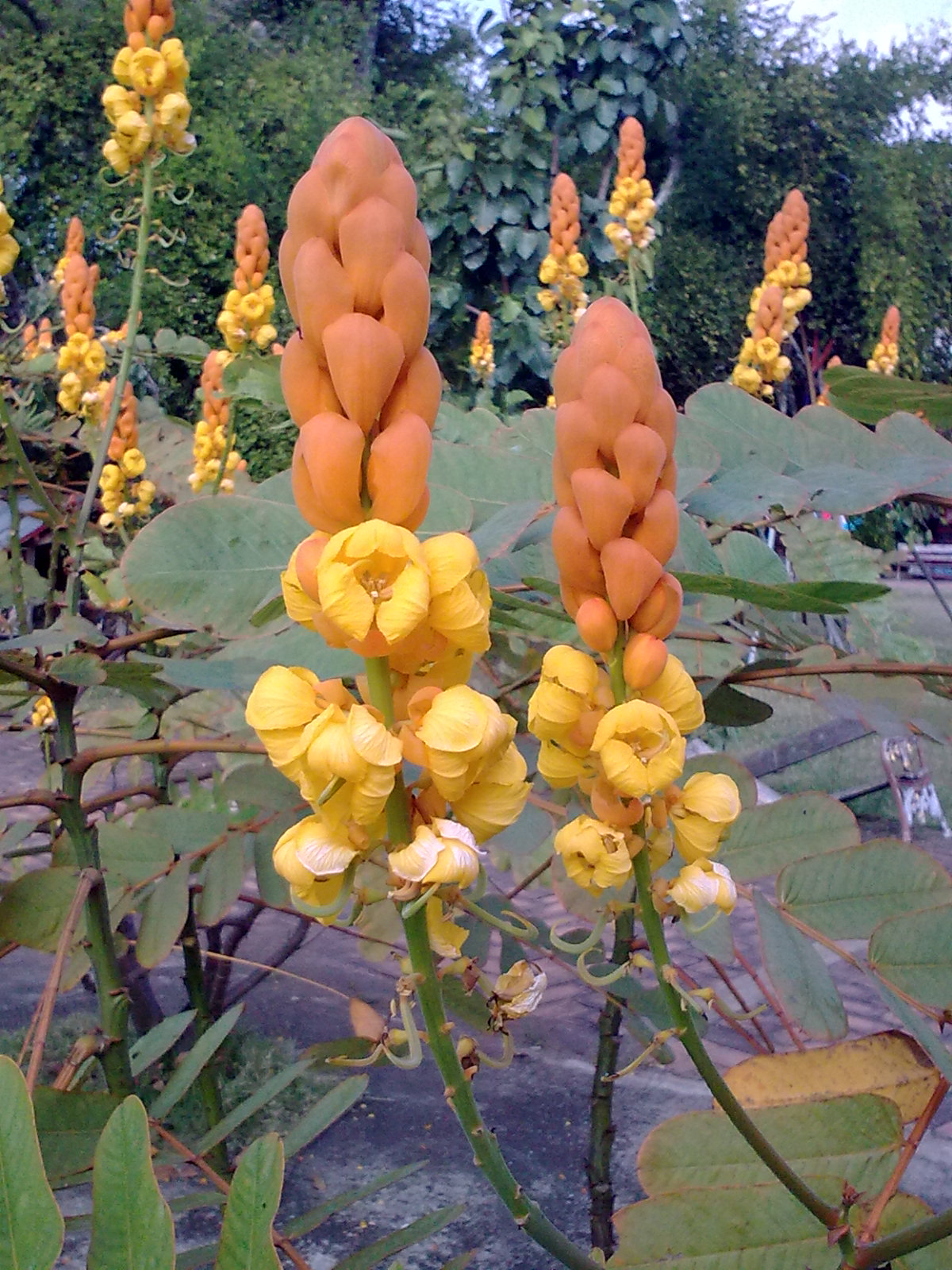
Kwiatostany

PokrójWzniesiony krzew do 4 m, rzadziej niewielkie drzewo osiągające do 9 m wysokości.
LiścieNaprzemianległe, o długości do 35 cm. Składają się z kilkunastu owalno-podługowatych listków drugiego rzędu.
KwiatyŻółte, w gronach o długości do 40 cm. Kwiatostany kojarzą się ze świeczkami, stąd nazwy typu "Candlestick".
OwocePłaskie brązowe strąki długości do 12 cm, pękające podłużnie, oskrzydlone.

## Zastosowanie
Sadzony jako drzewo ozdobne w parkach.